# Čachovice (Březno)
Čachovice (německy Tschachwitz) jsou zaniklá vesnice v okrese Chomutov. Ležely 8 km východně od Kadaně na břehu Lužického potoka asi jeden kilometr nad jeho ústím do Ohře. Zanikly v roce 1967 v důsledku výstavby vodní nádrže Nechranice. Později byla část nádrže v místech, kde vesnice stávala, zasypána výsypkou Lomu Nástup.

## Název
Název vesnice je odvozen z osobního mužského jména Čach ve významu ves lidí Čachových. V  průběhu dějin docházelo k jeho změnám: Czachwicz, Czachouicz, Czachwycz, Cziakowicz, Ssekowicze ad.

## Historie

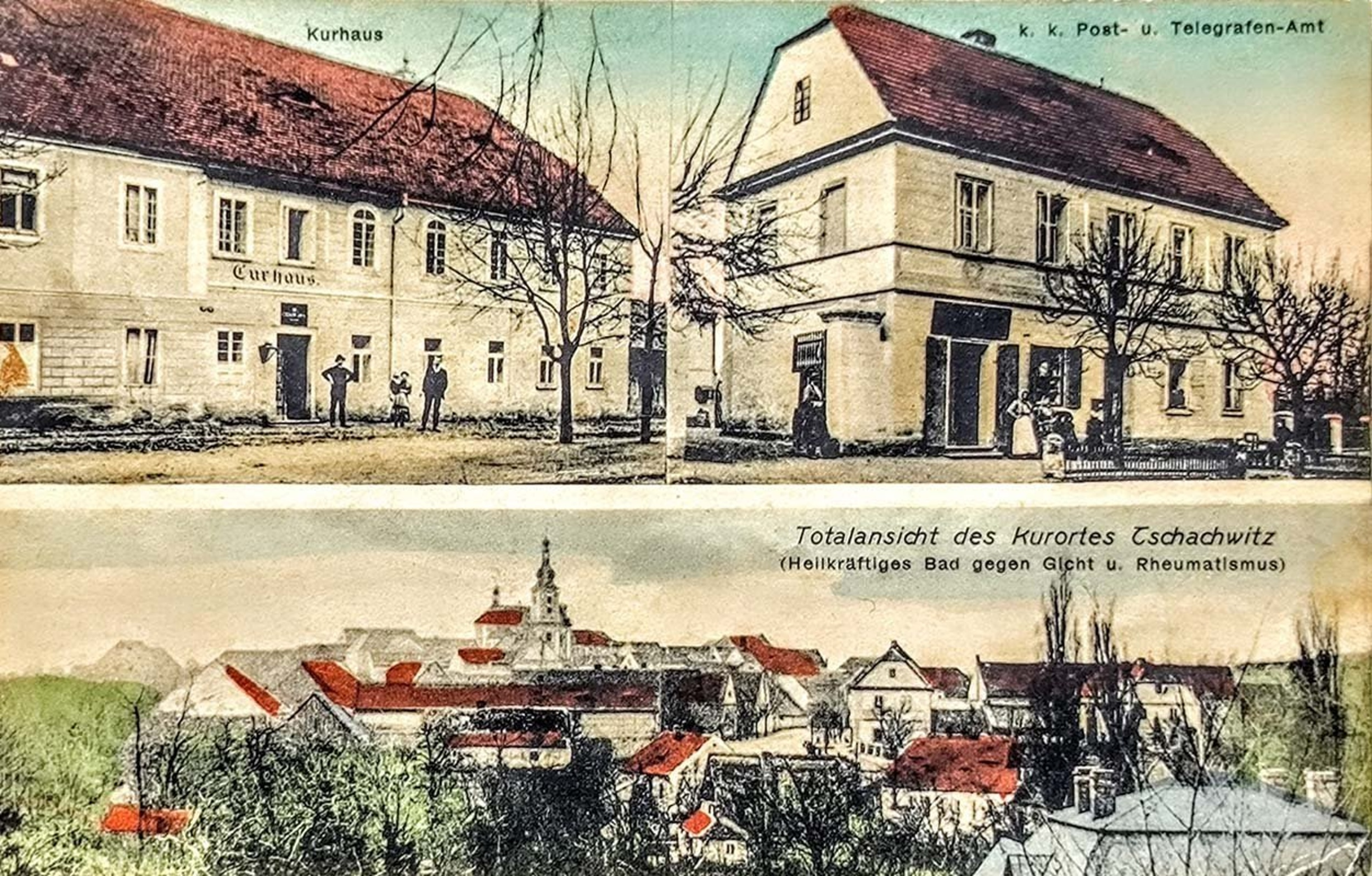
Pohlednice z roku 1909

Okolí vesnice bylo osídleno již v pravěku. V bývalém katastrálním území byla doložena neolitická sídliště kultury s lineární keramikou a kultury s vypíchanou keramikou a několik pohřebišť z mladšího eneolitu, která patřila lidu kultury se šňůrovou keramikou a kultury se zvoncovitými poháry. Povrchovými sběry keramiky v roce 1976 bylo doloženo osídlení ve střední a mladší době hradištní.
První písemná zmínka o vesnici pochází z roku 1239, kdy je zmiňován Stephanus de Chachowitz, ale jiné zdroje uvádí až rok 1297 a majitele Bedřicha z Čachovic. Roku 1418 je poprvé připomínána zdejší tvrz, na které sídlil Heník z Chlumu. Další příslušníci jeho rodu (Jaroš a Mutina) jsou zde zmiňováni roku 1450. Počátkem šestnáctého století se majitelem Čachovic stal Jindřich Dovole ze Chcebuze, po kterém je zdědil syn Jindřich a nechal si je s dvorem a tvrzí zapsat do obnovených desk zemských. Dalšími majiteli byli od roku 1560 Valdštejnové a o dvacet let později Donínové. Dřevěná tvrz zanikla nejspíše během třicetileté války.
Koncem čtrnáctého století získali Čachovice páni z Dubé, ale roku 1401 se staly majetkem Kadaně. Město vesnici spravovalo prostřednictvím svého milžanského statku s několika krátkými výjimkami až do zrušení poddanství v roce 1848. Roku 1547 se město zúčastnilo stavovského povstání proti králi Ferdinandovi I., za což přišlo o většinu svého majetku. Postupně však dokázalo většinu z něj vykoupit zpět. U Čachovic se to městu podařilo roku 1561.
U vesnice byl v šestnáctém století otevřen první kamenečný důl a vitriolová huť v Čechách, který se od starších provozů odlišoval tím, že vyráběl produkty určené k obchodu (pro přímé použití nebo další zpracování), zatímco do té doby se musely dovážet nebo se vyráběly v malém množství pro vlastní potřebu. 

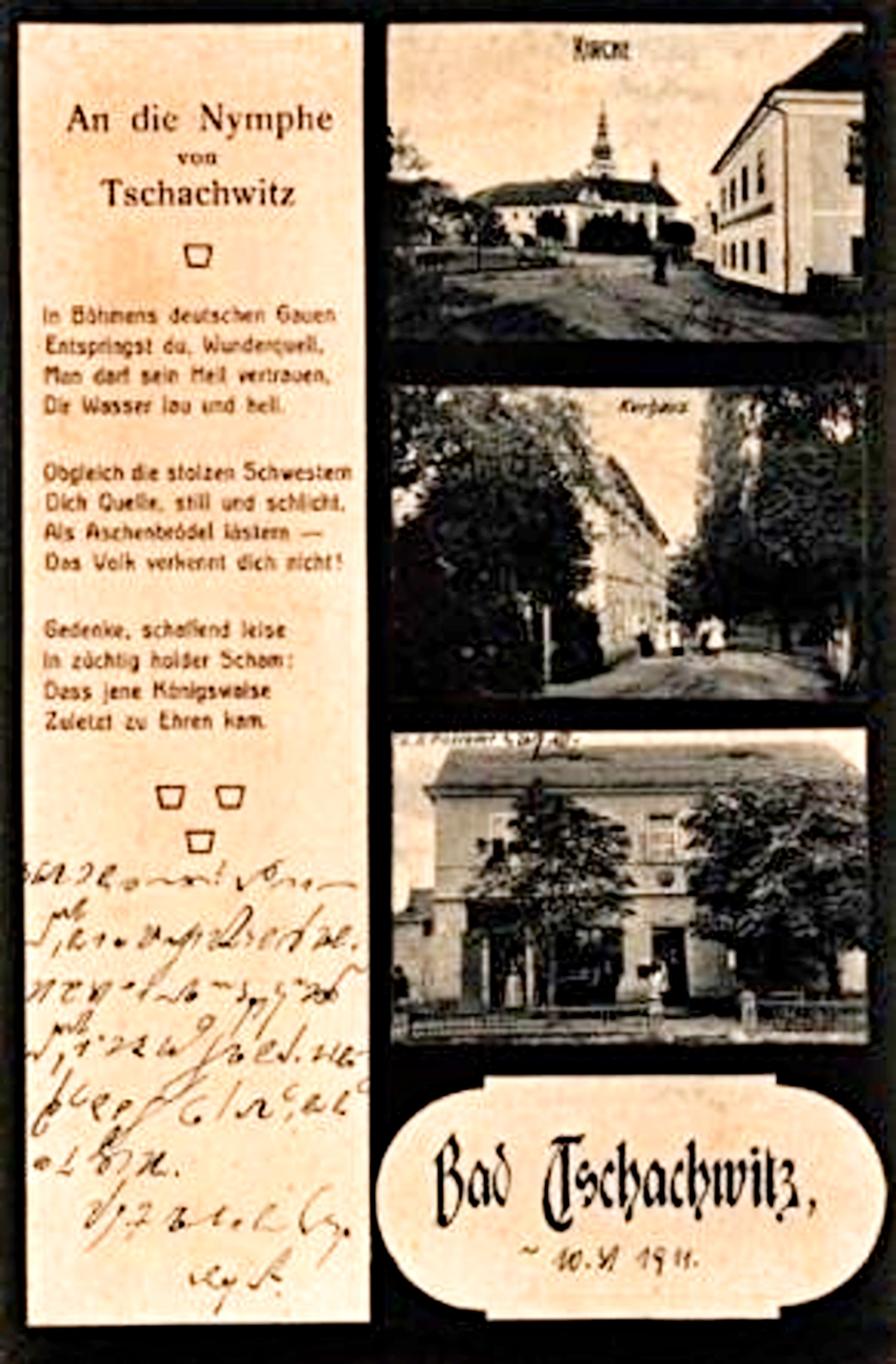
Pohlednice s oslavnou básní

Po objevu ložisek na Chomutovsku panovník jejich dovoz do Čech zakázal, protože zdejší ložisko dokázalo pokrýt poptávku českých zemí. Kamencové produkty (např. zelená skalice, modrá skalice) využívali lazebníci, alchymisté a zejména barvíři a zpracovatelé kůží (koželuhové, uzdaři aj.). Ložisko otevřel Kryštof z Gendorfu před rokem 1544, ale kamenec byl panovníkem prohlášen za vyhrazený nerost a Kryštof o důl přišel. Teprve po neúspěšném podnikání státu mohl roku 1551 podnik vykoupit zpět a ten mu poté patřil až do jeho smrti v roce 1563. V devadesátých letech šestnáctého století bylo ložisko opuštěno. Koncem sedmnáctého století se o jeho využití neúspěšně pokusil hrabě Ferdinand Maxmilián Harras z Červenéh hrádku. Po roce 1700 dolování obnovili, ale těžba se posunula směrem k Čermníkům. Zmiňována je dědičná štola a doly Svatá Kateřina, Václav a Jan Nepomucký, ale jejich provoz nebyl rentabilní, a doly byly brzy uzavřeny. Naposledy byl u ložiska nový podnik otevřen v polovině 19. století, ale ten se již nacházel na okraji Čermník.
Třicetiletá válka vesnici těžce postihla. Podle berní ruly z roku 1654 byly domy ve velmi špatném stavu, ale ve vsi žilo šestnáct sedláků a tři chalupníci, z nichž jeden provozoval šenk. Sedláci měli dohromady padesát potahů a chovali velké množství dobytka: 37 krav, padesát jalovic, 241 ovcí, 97 prasat a jednu kozu. Chalupníkům patřil celkem jeden potah, dvě krávy, pět ovcí, čtyři prasata a jedna koza. Na polích se pěstovala pšenice a žito, ale hlavním zdrojem obživy byl chov dobytka.
V devatenáctém století v Čachovicích vznikly Václavské lázně, které využívaly pramen uhličité, alkalické a železnaté minerální vody. Pramen svatého Václava získal 1. července 1883 osvědčení o léčivosti vody. Lázeňská sezóna trvala od května do září. Voda se používala k podávání koupelí při léčení revmatických nemocí nebo poúrazových stavů. Roku 1821 lázně se 36–44 lůžky využilo 58 návštěvníků, ale o tři roky později již bylo pacientů 121. Ve čtyřicátých letech dvacátého století se plánovalo větší využití lázní vzhledem k poloze v sousedství průmyslových oblastí Chomutovska, ale přednost dostal společenský zájem o hnědé uhlí. Po převrstvení vesnice výsypkou by bylo možné vodu čerpat pomocí vrtů.
Dopravní spojení s okolím zlepšily nové silnice do Března a Lužice postavené v letech 1882–1883. Vzhledem k velkým nákladům na výstavbu se na nich vybíralo mýto. Kromě lázní býval v Čachovicích velký ovčín, ale po požáru v roce 1901 nebyl obnoven a na jeho místě byla postavena nová lázeňská budova.
Po první světové válce ve vsi působil sbor dobrovolných hasičů, družstvo živnostníků a řemeslníků, živnostenská nemocenská pokladna, družstvo uživatelů parní mlátičky, spolek včelarů, spořitelna a stavební firma. Ve vsi byly dva hostince, dva obchody, lékař a pracovala zde řada řemeslníků. Dopravní spojení s Chomutovem a Kadaní zajišťovaly autobusy nebo železniční stanice v Březně. Během druhé světové války byl v lázních roku 1940 zřízen zajatecký tábor. Byli v něm internováni francouzští zajatci, kteří pracovali na polích. Definitivní konce lázní nastal v padesátých letech dvacátého století, kdy byl jejich areál upraven na domov pro děti vyžadující zvláštní péči.
V roce 1967 byla část katastrálního území Čachovic zaplavena vodou vodní nádrže Nechranice, ale většinu z něj překryla výsypka Lomu Nástup – Tušimice.

## Přírodní poměry

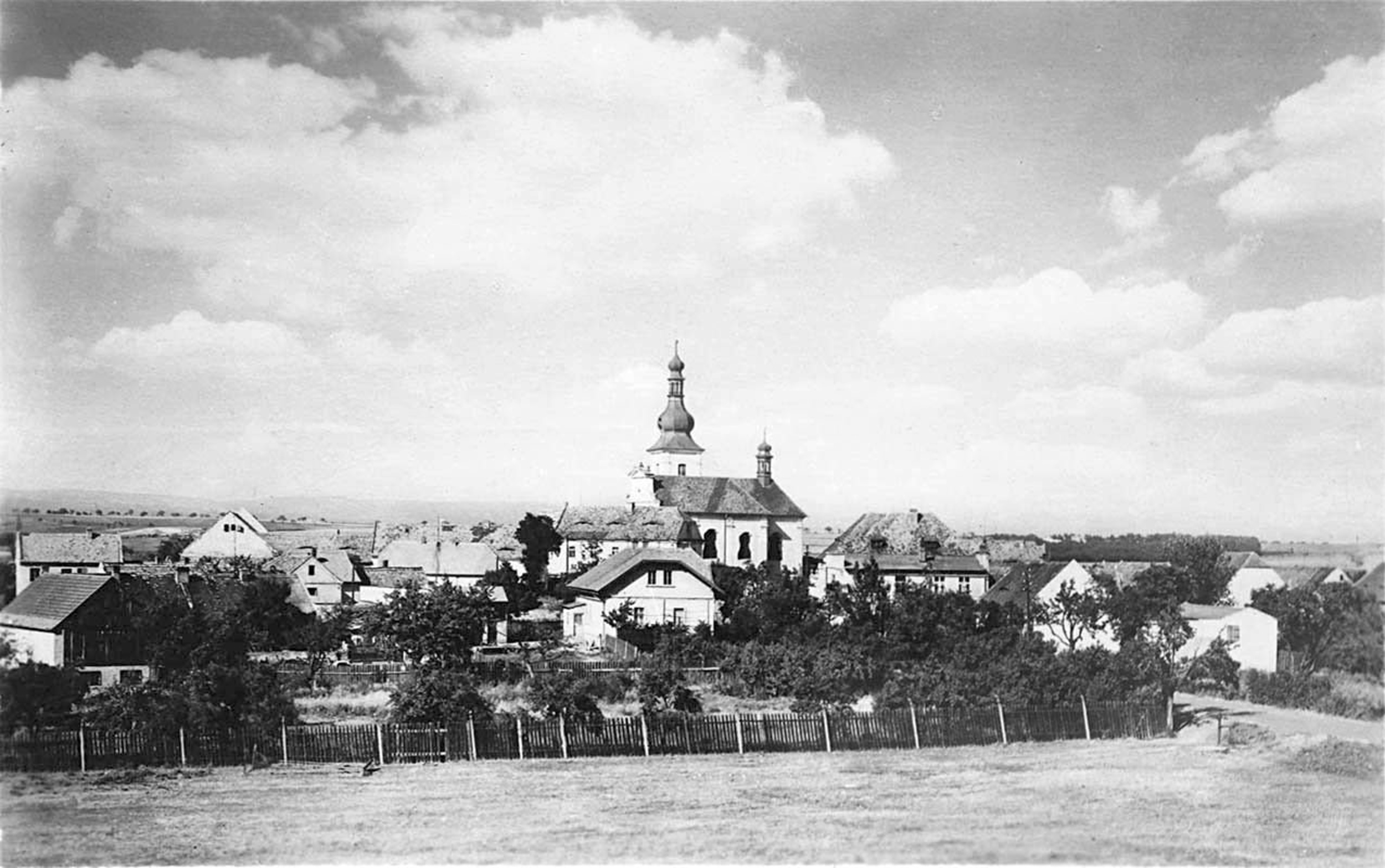
Celkový pohled

Čachovice stávaly v nadmořské výšce 277 metrů v oblasti Střezovského sedla, které odděluje pětipeskou a žateckou část severočeské hnědouhelné pánve. Sedlo je tvořené automorfní hrástí porušenou mladšími zlomy. V místech křížení zlomů vystupuje voda z hlubšího oběhu v rulách do vyšších úrovní. Vrt podle návrhu z roku 1944 prokázal čtyři vrstvy: v hloubce 0–7,5 metru se nachází oligocenní zelenošedý jílovec (pravděpodobněji tufitický jíl spodního miocénu), v hloubce 7,5–9,4 metru oligocenní pestrý jíl, v hloubce 9,4–22,1 metru bílý kaolin a v hloubce 22,1–25,8 metru silně kaolinizovanou granulitovu rulu.
Blízký Čachovický vrch je tvořený bílými (žlutými) a červenými hlinkami. Světlé druhy se používaly jako materiál pro v hrnčířství nebo pro výrobu šamotu.
Voda využívaná v lázních byla velmi slabě radioaktivní (33,7–40,7 Bq·l−1) a měla mírně zvýšenou teplotu (16 °C). Svým složením patřila mezi slabě mineralizované, hydrogenuhličitano-síranové hořečnato-vápenato-sodné vody.

## Obyvatelstvo
Při sčítání lidu v roce 1921 zde žilo 299 obyvatel (z toho 141 mužů), z nichž bylo osm Čechoslováků a 291 Němců. Kromě pěti evangelíků a jednoho člověka bez vyznání byli členy římskokatolické církve. Podle sčítání lidu z roku 1930 měla vesnice 307 obyvatel: čtyři Čechoslováky, 299 Němců a čtyři cizince. S výjimkou tří evangelíků a tří lidí bez vyznání se ostatní hlásili k římskokatolické církvi.
|           | 1869 | 1880 | 1890 | 1900 | 1910 | 1921 | 1930 | 1950 | 1961 |
| --------- | ---- | ---- | ---- | ---- | ---- | ---- | ---- | ---- | ---- |
| Obyvatelé | 251  | 257  | 242  | 314  | 293  | 299  | 307  | 135  | 218  |
| Domy      | 40   | 42   | 45   | 49   | 53   | 53   | 57   | 50   | 71   |

## Školství
V letech 1782–1783 byla postavena škola, kterou nahradila nová budova z roku 1856. Roku 1880 ji navštěvovalo 142 dětí, z nichž bylo 41 z Čachovic, 31 z Čermníků, 22 z Chotěnic, 21 z Běšic a 27 z Libouše.

## Pamětihodnosti

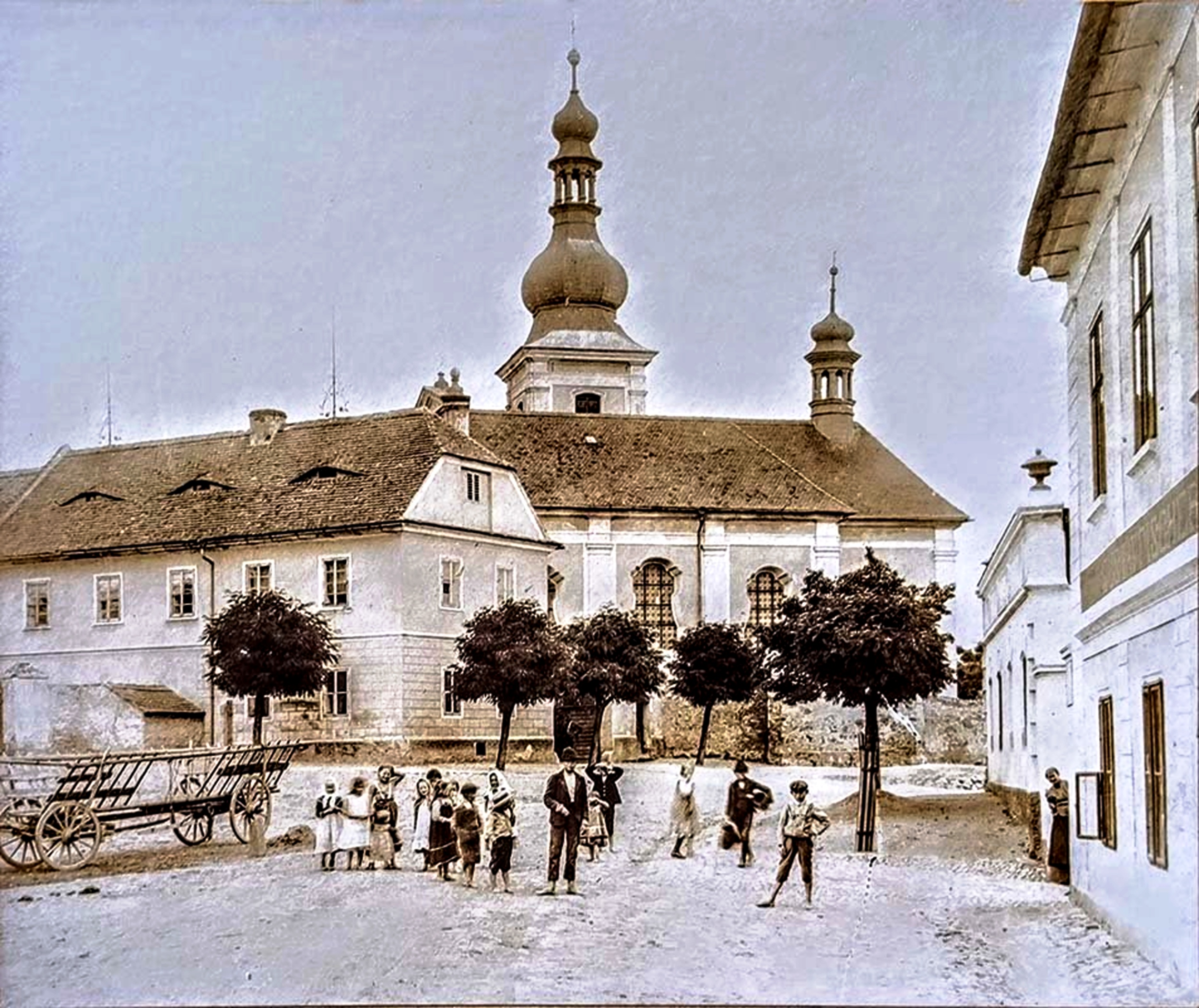
Centrum obce s kostelem sv. Václava kolem roku 1900

Dominantou vesnice býval barokní kostel svatého Václava na hřbitově, na který se vcházelo sloupovým portálem s romantickými gotickými elementy a trojicí soch (svatý Václav, svatá Ludvika a svatý Florián). Dalšími významnými budovami byly jednopatrová rokoková fara z lete 1765–1769 (snad od kadaňského stavitele J. K. Kosche), ve které byl uložen krucifix od J. K. Vettera ze druhé čtvrtiny osmnáctého století, a empírová budova lázní z roku 1820. Kromě toho ve vsi stával obelisk čtrnácti svatých pomocníků a socha svatého Jana Nepomuckého z roku 1716. U cesty jihozápadně od vesnice bývala malá kaple, ze které se dochovala torzo kamene a cihel východně od Čachovického vrchu.
Sloup Čtrnácti svatých pomocníků byl přestěhován před kostel svatého Václava ve Valtířově, boží muka z roku 1695 do kadaňského františkánského kláštera a socha svatého Jana Nepomuckého byla po restaurování umístěna v klášterecké Třebízského ulici.

### Eneolitická pohřebiště
V letech 1980–1981 byla u Čachovic archeologicky prozkoumána tři eneolitická pohřebiště. První se nacházelo na pravém břehu Lužického potoka. Prozkoumáno bylo pět hrobů kultury se šňůrovou keramikou. Jeden z hrobů byl obklopen kruhovým příkopem hlubokým třicet centimetrů a širokým až padesát centimetrů. Uprostřed kruhu s průměrem 9,3 metru se nacházela hrobová jáma s kostrou muže ve skrčené poloze a střepy z doby halštatské, které dokazovaly vyloupení hrobky příslušníky bylanské kultury.
Druhé pohřebiště se 37 prozkoumanými hroby leželo 160 metrů dále na jihozápad. Bylo používáno po dlouhou dobu ve dvou obdobích kultury se šňůrovou keramikou. Neobvyklým byl nález objektu obehnaného obdélníkovým příkopem s rozměry přibližně 25 × 15 metrů, šířkou 80–120 centimetrů, hloubkou až šedesát centimetrů a přesnou orientací delší strany ve směru západ–východ. V západní části pohřebiště býval také samostatný okrsek s hroby kultury se zvoncovitými poháry.
Třetí pohřebiště bývalo asi 200 metrů jižně od druhého. Prozkoumáno na něm bylo dvanáct chudě vybavených hrobů z období kultury se šňůrovou keramikou.